# Opius selimbassai
Opius selimbassai är en stekelart som beskrevs av Fischer 1992. Opius selimbassai ingår i släktet Opius och familjen bracksteklar. Inga underarter finns listade i Catalogue of Life.